# Mawugbe Atsu
Mawugbe Atsu (Klo-Mayondi, 23 agosto 1986) è un calciatore togolese, portiere del Marantha. Neg

## Carriera

### Nazionale
Ha esordito con la Nazionale togolese nel 2011.

## Palmarès

### Club

#### Competizioni nazionali
- Campionato togolese di calcio: 2

Maranatha: 2006, 2009